# Hightower (Transformers)
Pour les articles homonymes, voir Hightower.
Hightower est un personnage de l'univers Transformers. Il apparaît dans la série animée Transformers: Robots in Disguise et dans le film Transformers 2 : la Revanche

## Transformers: Robot in Deguise
- Nom : Hightower
- Affiliation : Autobots
- Protoform : Autobot
- Armes : Perseuse en Titanium, Canon laser
- Mode Alternative : Camion grue.

Hightower apparaît pour la première fois dans l'épisode Wedge's Short Fuse. Il fait partie de l'équipe de Construction avec Wedge, Grimlock et Heavy Load. Hightower vient en renfort aux Autobots sur Terre pour vaincre les Predacons. Lors de la bataille sur la banquise, Wedge est capturé par Scourge. Aidé par Prowl, X-Brawn et Optimus Prime, l'équipe de construction sauve leur chef. Hightower apparaît dans presque tous les épisodes qui suivent celui-ci. Il est très serviable et aime beaucoup les humains. Il participe dans le dernier épisode, à la bataille finale. Hightower se transforme en camion grue.

## Transformers 2: la Revanche
Hightower a été le nom donné accidentellement au Constructicon, Scrapmetal.
En jouet, Hightower est le nom donné au bras gauche de Devastator.
- Nom : Hightower
- Affiliation : Decepticons
- Sous-Affiliation : Constructicons
- Protoform : Decepticon
- Mode Alternatif : Kobelco CK2500

Hightower participe à la bataille climatique en Égypte il se transforme et forme le bras gauche de Devastator  avec une tromperie inconnue. Il a été tué comme les autres constructicons lorsque Devastator a été détruit par un tir dans son bras droit.